# Cardinal de Stanford
Pour les articles homonymes, voir Cardinal.
Le Cardinal de Stanford (en anglais : Stanford Cardinal) est un club omnisports universitaire qui se réfère aux équipes sportives tant féminines (19), masculines (15) et mixtes (2) représentant l'université Stanford située dans le comté de Santa Clara en Californie et participant aux compétitions organisées par la National Collegiate Athletic Association (NCAA) au sein de sa Division I.
Membres de la Pacific-12 Conference entre 1918 et 2023, les programmes sportifs ont rejoint l'Atlantic Coast Conference en 2024.
Stanford entretient des rivalités avec Notre Dame, California, San Jose State et l'
USC.
La plus fameuse équipe des Cardinal est celle de football américain. Jim Plunkett fut honoré par un trophée Heisman en 1970. 

## Coupe des directeurs
Stanford a remporté la Coupe des directeurs NACDA tous les ans au cours des 24 dernières années. La Coupe des réalisateurs reconnaît le programme sportif le plus réussi de la division I de la NCAA.
La Coupe des directeurs est décernée chaque année par l'Association nationale des directeurs d'athlétisme collégiaux (NACDA). La Coupe des directeurs récompense les succès généralisés dans les sports universitaires masculins et féminins. Les points sont attribués en fonction du succès d’après-saison dans les sports parrainés par la NCAA.
Stanford a terminé deuxième de la première Coupe des directeurs en 1993-1994, derrière la Caroline du Nord. Stanford remporta sa première Coupe des Directeurs l'année suivante, 1994-95. Depuis lors, Stanford remporte chaque année la Coupe des directeurs en remportant 24 coupes consécutives de 1994-1995 à 2017-18.